# Montelupo Albese
Montelupo Albese (Montluv in piemontese) è un comune italiano di 479 abitanti della provincia di Cuneo in Piemonte.

## Storia

### Simboli
Lo stemma e il gonfalone del Comune di Montelupo Albese sono stati concessi con decreto del presidente della Repubblica del 7 gennaio 2010.
Stemma
Gonfalone

## Progetto Murales "Lupus in Fabula"
Sui muri delle case del paese sono presenti molti "murales", a cura di vari artisti italiani, con tema il lupo, le sue storie e le tante leggende fiorite intorno.

Il progetto è nato nel 2011 e prosegue tuttora come importante attrattiva turistica.

## Società

### Evoluzione demografica
Abitanti censiti

### Etnie e minoranze straniere
Secondo i dati Istat al 31 dicembre 2017, i cittadini stranieri residenti a Montelupo Albese sono 62, così suddivisi per nazionalità, elencando per le presenze più significative:
1. Albania, 25
2. Romania, 25

## Amministrazione
Di seguito è presentata una tabella relativa alle amministrazioni che si sono succedute in questo comune.
| Periodo        | Periodo        | Primo cittadino           | Partito                             | Carica  | Note  |
| -------------- | -------------- | ------------------------- | ----------------------------------- | ------- | ----- |
| 26 giugno 1985 | 25 maggio 1990 | Giuseppe Brangero         | lista civica                        | Sindaco | [ 9 ] |
| 25 maggio 1990 | 24 aprile 1995 | Giuseppe Teresio Brangero | lista civica                        | Sindaco | [ 9 ] |
| 24 aprile 1995 | 14 giugno 1999 | Giuseppe Teresio Brangero | -                                   | Sindaco | [ 9 ] |
| 14 giugno 1999 | 14 giugno 2004 | Luigi Berghialla          | -                                   | Sindaco | [ 9 ] |
| 14 giugno 2004 | 7 giugno 2009  | Luigi Berchialla          | lista civica                        | Sindaco | [ 9 ] |
| 8 giugno 2009  | 26 maggio 2014 | Luciano Marengo           | lista civica                        | Sindaco | [ 9 ] |
| 26 maggio 2014 | 9 Giugno 2024  | Marilena Destefanis       | lista civica: insieme per Montelupo | Sindaco | [ 9 ] |

### Altre informazioni amministrative
Il comune fa parte dell'Unione dei comuni Colline di Langa e del Barolo e della Associazione Nazionale Città del Vino.